# Berkeley Software Design
Berkeley Software Design, Inc. (BSDI, y después, BSDi), fue una corporación que desarrolló, vendió licencias y soportó BSD/OS (originalmente conocido como BSD/386), una variante comercial y parcialmente propietaria del sistema operativo BSD Unix para sistemas informáticos compatibles con PC (y más tarde, otros). El nombre fue elegido por su similitud con "Berkeley Software Distribution", la fuente de su producto principal (específicamente 4.3BSD Networking Release 2).
BSDI fue fundado por Rick Adams y miembros del Computer Systems Research Group (CSRG) de la Universidad de California en Berkeley, incluidos Keith Bostic, Kirk McKusick, Mike Karels, Bill Jolitz y Donn Seeley. Jolitz, Seeley y Trent Hein fueron trabajaban para UUNET de Rick Adam en ese momento y se convirtieron en los primeros empleados de BSDI cuando la empresa comenzó a operar en 1991. En diciembre de 1991, el secretario de USENIX y exjefe de software en Convex Computer, Rob Kolstad de la University of Illinois, fue contratado y se haría cargo las operaciones de la empresa solo dos años después.
2BSD/386 se lanzó en enero de 1992. El sistema completo, incluido el código fuente, se vendió al por menor a $ 995, que era más asequible que la licencia de código fuente equivalente para el UNIX System V rival de AT&T (que costó más de 20000 USD a fines de la década de 1980). Bajo la dirección de Rob Kolstad, la empresa decidió buscar la infraestructura de Internet como su público principal de clientes. A mediados de la década de 1990, los 10 principales sitios web del mundo fueroncasi todos usan BSD/386 como su base de código fuente BSD.

## DemandaUSL contra BSDi
A fines de 1991, Unix System Laboratories (USL) de AT&T presentó una demanda contra BSDI, alegando que BSD/386 contenía secretos comerciales y código fuente de su propiedad. Cuando Novell adquirió USL, se llegó a un acuerdo en enero de 1994. BSDI acordó basar futuras versiones del producto, ahora llamado BSD/OS, en la versión 4.4BSD-Lite de CSRG, que se declaró libre de cualquier propiedad intelectual de USL. Rob Kolstad (de la Universidad de Illinois y Convex Computer Corporation) fue presidente de BSDI durante este período y estuvo al frente de la empresa hasta el final de la década.

## Liderazgo en software de centro de datos
En 1995, una encuesta de plataformas de software de centros de datos reveló que BSDI era el software número 1 utilizado en los centros de datos, por servidores de Internet. Posteriormente, BSDI lanzó una versión de "Servidor de Internet" de su software, en contraste con la versión de escritorio, que se centró en proporcionar la cantidad máxima de productos de servidor de código abierto en la distribución base.

## Fusiones y venta
En 1999, los empleados de BSDI buscaron una oferta pública de venta e instalaron un nuevo presidente para alcanzar este objetivo lo antes posible dado el reciente éxito de la oferta pública inicial de Red Hat en el mercado de Linux. Desafortunadamente, esta estrategia no tuvo éxito y poco después de que Rob Kolstad saliera de la empresa, se enfrentaba a la quiebra.
En 2000, la empresa se fusionó con Walnut Creek CDROM, un distribuidor de software gratuito y de código abierto en CD-ROM y, poco después, adquirió Telenet System Solutions, Inc., un proveedor de servidores de infraestructura de Internet.
En 2001, bajo una fuerte presión financiera por un apalancamiento excesivo, BSDI (conocido como BSDi en ese momento) vendió su unidad de negocios de software (que comprende BSD/OS y las ofertas de código abierto de FreeBSD y Slackware Linux de Walnut Creek) a Wind River Systems y cambió su nombre al resto iXsystems con un enfoque renovado en el hardware del servidor. Wind River abandonó el patrocinio de Slackware poco después. y la unidad FreeBSD se desinvirtió como una entidad separada FreeBSD Mall, Inc. en 2002.
Frente a la competencia de los sistemas operativos basados en Linux y BSD de código abierto, Wind River descontinuó BSD/OS en diciembre de 2003. Muchas de sus tecnologías viven en derivados de BSD liderados por la comunidad como FreeBSD.

## iXsystems
En 2002, OffMyServer adquirió el negocio de hardware de iXsystems y volvió al nombre de iXsystems en 2005.